# 알로하넷

알로하넷(ALOHAnet, 알로하 시스템) 또는 간단히 알로하는 하와이 대학교에서 개발된 선구적인 컴퓨터 네트워킹 시스템이다. 알로하넷은 1971년 6월 시작하여, 무선 패킷 데이터 네트워크를 최초로 공개 입증하였다. 알로하는 Additive Links On-line Hawaii Area의 준말이다.

## 알로하 프로토콜
알로하 프로토콜은 시분할 다중접속 기술을 사용해 위성과 지구 사이의 무선 전송을 하는 프로토콜이다. 원래의 알로하에서 사용자는 언제든지 전송할 수 있지만, 다른 사용자들의 메시지는 충돌할 위험이 있다. 패킷이 준비되면 브로드캐스트되며, 만약 충돌이 일어나면 일정시간 후에 재전송된다. Slotted Aloha는 채널을 시간대별로 나누어서 충돌 위험을 줄이는 것으로, 각 사용자는 시간대의 시작에서만 전송이 가능하다.